# Viki (вебсайт)
Viki — це вебсайт потокового відео з штаб-квартирою у Сан-Матео (Каліфорнія). Компанія також має офіси у Сингапурі, Токіо та Сеулі.
Назва Viki є грою слів «відео (англ. Video)» та «Wiki», що відображає спільності цих двох компаній щодо використанню волонтерів для управління контентом. Компанія виграла нагороду Crunchie, як найкраща міжнародна стартап компанія у січні 2011.

## Історія
Razmig Hovaghimian, Changseong Ho і Jiwon Moon заснували Viki у 2007. Фінансування компанії, спершу, було від Neoteny Labs, сінгапурського стартап фонду під керівництвом Joichi Ito, та від співзасновника LinkedIn, Рід Хоффман. Компанія переїхала до Сінгапуру у 2008, щоб скористатися щедрою підтримкою уряду та роллю міста-держави, як центром уваги у східній Азії. У грудні 2010, Viki вийшла з стадії бета тестування свого програмного забезпечення та зробила доступними свої послуги для широкої публіки. У вересні 2013 було оголошено, що компанія була придбана японською компанією Rakuten за $200 мільйонів.

## Послуги
Viki показує ліцензований матеріал преміум-класу за схожим методом, що Hulu використовує на ринку США. Компанія розробила програмне забезпечення по створенню субтитрів, щоб дозволити багатьом волонтерам одночасно перекладати відео на 160 мов. Viki також об'єднує свої телепередачі зі створеним фанами субтитрами та надає їх своїм партнерів таких, як Hulu, Netflix і Yahoo!, а також за це отримує плату і виторг від цих розповсюджувачів. Субтитри на сайті доступні близько для 200 мов, серед яких, грубо кажучи, наявні 50 мов, що є вразливими або під загрозою зникнення.

## Бізнес
У вересні 2011 Viki запустила новий мобільний застосунок для iPhone під назвою Viki On-The-Go, дозволивши користувачам дивитися відеозміст на їхніх смартфонах. Також у цьому році компанія співпрацювала з Samsung Southeast Asia, щоб розробити застосунок для Android. Viki.com набрала 14 мільйонів унікальних переглядів у серпні 2011. Viki отримала $20 мільйонів від Greylock Partners, Andreessen Horowitz та BBC Worldwide у жовтні 2011.
У травні 2012 року Viki оголосила про угоди з Warner Music, SEED Music Group, що в Республіці Китай, та LOEN Entertainment, що в Південній Кореї, заповнивши сайт тисячами музичних відеокліпів. У цьому ж місяці, BBC Worldwide оголосила про розширення своїх відносин із Viki, включаючи угоду про співпрацю з компанією в галузі реклами.
У липні 2012 року Viki підписала невиключну угоду з китайською соціальною мережею Renren, в якій вказано, що Viki надасть відеосайт для соціальної мережі під назвою VikiZone. Угода включає тільки частину каталогу Viki та пропонуються безкоштовно.
У наступному році після їхнього придбання Rakuten (вересень 2013), Viki збільшило з приблизно 22 мільйонів активних користувачів, де 10 мільйонів на мобільних телефонах, до 35 мільйонів активних користувачів і 25 мільйонів користувачів із мобільних телефонів.
Компанія має список партнерів, що надають їй початковий матеріал (контент), включаючи BBC Worldwide. Також компанія підписала дистрибуційні угоди через їхній оригінальний матеріал з Hulu, Netflix, Yahoo!, MSN, NBC і A&E, а також  TVB у Гонконзі, SBS у Південній Кореї, Fuji TV у Японії та Amedia у Росії.